# Deer Park (California)
Deer Park es un lugar designado por el censo ubicado en el condado de Napa en el estado estadounidense de California. En el año 2000 tenía una población de 1,433 habitantes y una densidad poblacional de 96.8 personas por km².

## Geografía
Deer Park se encuentra ubicado en las coordenadas 38°32′14″N 122°28′21″O / 38.53722, -122.47250. Según la Oficina del Censo, la ciudad tiene un área total de 14,8 km² (5,7 mi²), de la cual 14,8 km² (5,7 mi²) es tierra y 0 km² (0 mi²) (0%) es agua.

## Demografía
Según la Oficina del Censo en 2000 los ingresos medios por hogar en la localidad eran de $63,833, y los ingresos medios por familia eran $69,741. Los hombres tenían unos ingresos medios de $45,197 frente a los $40,750 para las mujeres. La renta per cápita para la localidad era de $34,665. Alrededor del 4.3% de la población estaban por debajo del umbral de pobreza.